# Cross-country na Zimowych Światowych Wojskowych Igrzyskach Sportowych 2010
Cross-country na 1. Zimowych Światowych Wojskowych Igrzyskach Sportowych – jedna z zimowych dyscyplin sportu rozgrywanych podczas igrzysk wojskowych na terenie parku Gran Paradiso w miejscowości Cogne położonej  w regionie Dolina Aosty we Włoszech w dniu 24 marca 2010.

## Harmonogram
| Marzec 2010   | 20 So | 21 Ni | 22 Po | 23 Wt | 24 Śr | 25 Cz |
| ------------- | ----- | ----- | ----- | ----- | ----- | ----- |
| Cross-country |       |       |       |       | 3     |       |

Legenda
|  | Eliminacje |  | Finał (ilość) |

## Medaliści
| Konkurencja                  | Złoto                                                         | Srebro                                                             | Brąz                                                  |
| Konkurencja                  | Drużyna/Zawodnik                                              | Drużyna/Zawodnik                                                   | Drużyna/Zawodnik                                      |
| Mężczyźni                    |                                                               |                                                                    |                                                       |
| 15 km st. dowolnym szczegóły | Vincent Vittoz                                                | Toni Livers                                                        | Giorgio Di Centa                                      |
| 15 km drużynowo szczegóły    | Francja · Vincent Vittoz · Robin Duvillard · Emmanuel Jonnier | Włochy · Giorgio Di Centa · Pietro Piller Cottrer · Thomas Moriggl | Szwajcaria · Toni Livers · Curdin Perl · Remo Fischer |
| Kobiety                      |                                                               |                                                                    |                                                       |
| 10 km st. dowolnym szczegóły | Natalja Korostielowa                                          | Kari Henneseid Eie                                                 | Marianna Longa                                        |

## Klasyfikacja medalowa
* Gospodarz zawodów został zaznaczony tym kolorem.
| Miejsce           | Reprezentacja     | Złoto | Srebro | Brąz | Razem |
| ----------------- | ----------------- | ----- | ------ | ---- | ----- |
| 1                 | Francja           | 2     | 0      | 0    | 2     |
| 2                 | Rosja             | 1     | 0      | 0    | 1     |
| 3                 | Włochy *          | 0     | 1      | 2    | 3     |
| 4                 | Szwajcaria        | 0     | 1      | 1    | 2     |
| 5                 | Norwegia          | 0     | 1      | 0    | 1     |
| Ogółem (5 państw) | Ogółem (5 państw) | 3     | 3      | 3    | 9     |